# Edgar (Nebraska)
Edgar je grad u američkoj saveznoj državi Nebraska. Prema popisu stanovništva iz 2010. u njemu je živjelo 498 stanovnika.